# Antimima radicans
Antimima radicans är en isörtsväxtart som först beskrevs av Harriet Margaret Louisa Bolus, och fick sitt nu gällande namn av Klak. Antimima radicans ingår i släktet Antimima och familjen isörtsväxter. Inga underarter finns listade i Catalogue of Life.